# Avondspelen
Avondspelen is een hoorspel van Jef Geeraerts. De KRO zond het uit op dinsdag 11 maart 1969 in het programma Dinsdagavondtheater. De regisseur was Willem Tollenaar. De uitzending duurde 43 minuten.

## Rolbezetting
- Rolien Numan (grootmoeder)
- Ton Lensink (Karel, haar schoonzoon)
- Gerrie Mantel (Marleen, haar kleindochter)
- Wiesje Bouwmeester (Anna, haar dochter)

## Inhoud
Dit is Geeraerts eerste werk voor radio. Het stuk is typerend voor zijn schrijftrant. Die bestaat dikwijls, vooral in zijn latere werk (zoals Gangreen 1 bijvoorbeeld), uit een vrijwel ononderbroken lyrische woordenstroom. In dit hoorspel wordt die ontketend en gaande gehouden door een gefrustreerde leraar van middelbare leeftijd die kat en muis speelt met zijn stokoude schoonmoeder als hij op een avond alleen met haar thuis is. De situatie lijkt, ook door de titel, verwant met het bedrijf Fun and Games uit Who's Afraid of Virginia Woolf? van Edward Albee. Men moet zich overigens niet vergissen: het wrange stuk is minder een studie in kwaadaardigheid dan wel in ontgoocheling en doodsangst. Aan het slot eindigt de hoofdfiguur in volslagen vervreemding en ontreddering…